# Sturmbann
Sturmbann, alemany per a 'batalló d'atac', era una divisió organitzativa de les unitats de lluita de la Sturmabteilung (SA), Schutzstaffel (SS) i del Nationalsozialistisches Kraftfahrkorps (NSKK) del partit nazi. Els batallons eren comandats per un sturmbannführer. Tres sturmbanns formaven una mena de regiment, anomenat Standart.
La denominació que prové de la SA des del 1930 va ser represa pels batallons armats de l'SS i generalitzar-se quan el 1942 es va crear la Waffen SS. Un sturmbann tenia entre 500 i 800 homes i generalment era subdividit en quatre companyies (en allemany Sturm, plural Stürme), un èquip mèdic (Sanitätsstaffel) i una xaranga (Spielmannzug). Eren concebuts per tal de poder actuar amb autonomia.
Amb la típica predilecció del nazisme per a una jerarquia estricte, les companyies o Stürme eren subdivides en tres o quatre destacaments (Trupp), aquests en tres seccions (Schar) i aquests en dos o tres escamots (Rotte).